# Sinezona iota
 (janvier 2022).
Espèce
Synonymes
- Schismope iota Finlay, 1926

Sinezona iota est une espèce de minuscules escargots de mer du Pacifique de la famille des Scissurellidae (en) (qui ne contient que des micromollusques).

## Systématique
L'espèce Sinezona iota a été décrite pour la première fois en 1926 par le paléontologue et malacologiste néozélandais Harold John Finlay (d) (1901-1951) sous le protonyme de Schismope iota,.

## Distribution
Cette espèce est présente au large de la Nouvelle-Zélande et des îles Chatham.

## Description
La coquille de l'holotype de Schismope iota présente une hauteur de 0,9 mm et un diamètre de 0,8 mm.

## Publication originale
- (en) H. J. Finlay, « A Further Commentary on New Zealand Molluscan Systematics », Transactions and Proceedings of the New Zealand Institute, vol. 57,‎ 23 décembre 1926, p. 320-485 (ISSN 1176-6158 et 2744-4120, lire en ligne).